# Alfred Adler
Alfred Adler (Rudolfsheim, 7 febbraio 1870 – Aberdeen, 28 maggio 1937) è stato uno psichiatra, psicoanalista, psicologo e psicoterapeuta austriaco.
Alfred Adler fu, con Sigmund Freud e Carl Gustav Jung, fondatore della psicologia psicodinamica. Visse tra la fine dell'Ottocento ed i primi decenni del Novecento, un periodo particolarmente fertile quanto ad innovazioni scientifiche e culturali. Creò un indirizzo specifico della psicologia, detto psicologia individuale.

## Biografia
Alfred Adler nacque il 7 febbraio del 1870 a Penzing, sobborgo di Vienna, da una famiglia ebraica ungherese. I genitori, Leopold e Pauline, provenivano dal Burgenland, piccola regione al confine fra Austria e Ungheria, con storici legami commerciali e culturali con la vicina Vienna. Relativamente privilegiati nei confronti dei loro correligionari del resto dell'Impero austro-ungarico, gli ebrei ungheresi del Burgenland godevano di un particolare stato giuridico meno discriminante.
Il padre Leopold non ebbe fortuna nella sua attività di piccolo commerciante di cereali e, ad un certo punto, dovette affrontare un grave dissesto finanziario. La sua famiglia si trovò in notevoli disagi economici, sino a quando Sigmund, il fratello maggiore di Alfred, abile imprenditore, non riuscì a procurare ai suoi familiari condizioni di vita più confortevoli. I diversi cambiamenti di residenza che la famiglia fu costretta ad affrontare, da un sobborgo all'altro della periferia di Vienna, consentirono al piccolo Alfred di frequentare ambienti socio-culturali diversi e di sperimentare, così, quel senso dell'amicizia e dell'integrazione sociale che caratterizzerà tutta la sua opera.
Alfred era secondogenito di quattro fratelli e due sorelle; di rilievo solo la relazione con il fratello maggiore, Sigmund, caratterizzata da marcata competitività. Con il padre aveva un buon rapporto di confidenza e collaborazione; con la madre, contestata per la sua eccessiva tolleranza ed abnegazione nei confronti dei familiari, fu affettuoso e protettivo solo in età adulta. Con le donne fu sempre discreto e rispettoso. Nel 1897 conobbe e sposò Raissa Epstein, un'intellettuale russa, anch'essa di origine ebraica, giunta a Vienna per completare gli studi universitari, con la quale ebbe quattro figli due dei quali, Kurt e Alexandra, lo seguiranno nella professione.
Il carattere della moglie, donna intelligente, combattiva, capace di sostenere idee anticonformiste, inesperta dei lavori domestici, poco curata nel vestire e di piccola statura, influenzò la visione adleriana del femminile. Riaffiora qui l'attenzione sempre accordata dalla Psicologia individuale all'importanza del ruolo femminile nella collettività umana e ne scaturisce l'auspicio sempre attuale di una posizione della donna evoluta e paritaria.
Si dice che, nei primi anni di vita, Adler sia stato cagionevole di salute e affetto da rachitismo: ciò comportò il fatto che, come usava a quei tempi, gli si imponesse una significativa limitazione nell'attività fisica, in netto contrasto con il desiderio infantile di correre e giocare all'aria aperta. In età adulta compensò questa costrizione con la pratica costante di nuoto ed alpinismo. Un'altra dura esperienza affrontata da Adler bambino fu il precoce contatto con la morte: un fratellino minore morì nel letto accanto a lui e lui stesso rischiò di morire, in seguito ad una grave forma di polmonite. Fu in seguito a questi avvenimenti che Adler iniziò a maturare il desiderio di diventare medico.

## La formazione professionale
Dopo gli studi superiori, compiuti presso l'Hernalser Gymnasium, nel 1888 Adler s'iscrive alla Facoltà di Medicina dell'Università di Vienna, completando gli studi nel 1895, nell'arco di tempo medio richiesto, con risultati definiti "sufficienti".
Conseguita la Laurea in Medicina, frequenta l'Ospedale di Vienna, il Policlinico, e svolge attività privata come medico generico ed oculista nel sobborgo viennese del Prater. Suoi clienti erano i medi e i piccoli borghesi del quartiere, i camerieri, gli artisti e gli acrobati del noto parco dei divertimenti con i quali amava intrattenersi spiegando, con chiarezza, la natura della malattia e le sue conseguenze. È in tale ambiente che nasce in Adler l'interesse per le scienze sociali. La sua prima opera, un opuscolo di trentuno pagine pubblicato nel 1898, è il "Manuale per la salute dei sarti", che descrive le condizioni igienico-sanitarie dei sarti e analizza le relazioni fra il tipo di lavoro e la comparsa di alcune malattie. Contemporaneamente all'attività di medico, Adler coltiva e approfondisce lo studio della psicologia e della filosofia. Un suo articolo "Il medico come educatore", pubblicato nel 1904, definisce bene la sua impronta professionale.
Nel 1902 avviene l'incontro con Sigmund Freud, pare a seguito della pubblica difesa di Adler in favore de "L'interpretazione dei sogni", anche se le circostanze del loro incontro rimangono comunque incerte. Adler entra a far parte, con Wilhelm Stekel, del gruppo psicoanalitico, come uno dei membri fondatori, ed ha così occasione di partecipare alle famose riunioni che si tengono in una grande stanza del Medizinische Doktoren-Kollegium ogni mercoledì sera (v. Storia della psicoanalisi); nel 1906 è eletto presidente e rappresentante internazionale della Società viennese.
Nel 1907 pubblica la monografia "Studio sull'inferiorità degli organi", il primo lavoro di Adler veramente significativo in campo psicologico. Il testo, in cui si configurano già i presupposti della Psicologia individuale, dimostra come i bambini tendano a compensare i difetti fisici o costituzionali con una linea di difesa a volte attiva e altre volte passiva. Nel 1909 Adler si specializza in malattie nervose.
Col passare del tempo, si fa sempre più evidente il forte contrasto fra le concezioni di Adler sulla genesi delle nevrosi e la teoria di Freud: mentre la metafora freudiana della sessualità infantile necessitava di una strenua difesa di fronte allo scetticismo del mondo clinico e, pertanto, non poteva ammettere digressioni, Adler contrapponeva alla teoria freudiana della libido, quella della "protesta virile" e dell'autonomia dell'aggressività diretta a fini di affermazione, di attacco o di difesa. Non è difficile capire che le vere cause della scissione siano da ricercarsi nelle profonde differenze tra le due scuole di pensiero, e nello spostamento dell'attenzione di Adler sulla visione teleologica della meta per comprendere l'essere umano. In ogni caso, a differenza del pessimismo degli organicisti come Emil Kraepelin e Ernst Kretschmer, Adler «afferma la possibilità di "rieducare" i neurotici e quindi di guarirli»
Dopo aver rinunciato anche alla carica di redattore dello "Zentralblatt", organo della Società Psicoanalitica, Adler abbandona Freud con altri sei membri del gruppo. Con i colleghi dissidenti, ai quali si unisce qualche altro amico, come il pedagogista professor Carl Furtmüller, uno dei primi collaboratori e biografi di Adler, fonda la "Società per la Libera Psicoanalisi"; in seguito, su richiesta di Freud, che desiderava mantenere vincolato a sé il termine "psicoanalisi", il nome dell'organizzazione fu trasformato in "Società di Psicologia Individuale Comparata". Con lo stesso Furtmüller, Adler fonda l'organo ufficiale della sua Scuola: la "Zeitschrift für Individualpsychologie".
Durante la prima guerra mondiale, Adler, a quarantaquattro anni, è richiamato in servizio come medico militare nel reparto neuropsichiatrico dell'ospedale del Semmering, e successivamente in quello di Cracovia, dove ha occasione di studiare le nevrosi di guerra. Al termine del conflitto, quando qualcuno lo interroga sull'esperienza della guerra, Adler risponde: "Penso che il mondo di oggi abbia semplicemente bisogno di Gemeinschaftsgefühl!" ("sentimento sociale"). Dopo la conclusione del conflitto, s'impegna sempre di più nella diffusione della sua teoria, non disdegnando mai il contatto con gli amici e le discussioni aperte e appassionate, al tavolo del Café Central o del Café Siller, luogo di incontro degli intellettuali viennesi.
Condivide la prospettiva sociologica del marxismo come proposta di progresso e benessere per tutti; nella Repubblica Austriaca, nata a seguito della dissoluzione dell'Impero Asburgico dopo la prima guerra mondiale, ricopre il ruolo di referente del progetto per le attività educative; progetto che abbandona poco tempo dopo, quando si accorge dell'incompatibilità dei suoi principi con i giochi politici per il potere. Mantiene un atteggiamento critico nei confronti delle religioni, che considera come mezzo per lo sviluppo del sentimento sociale ma che, attraverso dogmi e proibizioni, in qualche modo, limitano il Sé e la libera espressione del pensiero scientifico. È da segnalare che nel 1904 Adler si era convertito al Protestantesimo, da lui motivato con la personale necessità di passare da una religione ristretta ad un'unica matrice culturale (l'Ebraismo) ad una fede universale meno rigida.
L'ultimo periodo austriaco della vita di Adler segna la confluenza della sua dottrina pragmatica con le sperimentazioni sociali nel settore psicopedagogico. Nel 1919 il potere politico in Austria è nelle mani dei socialdemocratici, che intraprendono un programma di riforme sociali, realizzando un nuovo sistema scolastico basato su principi democratici e sulla considerazione delle esigenze individuali dei bambini. I nuovi metodi sperimentali, applicati in vari tipi di scuole, nei centri di consultazione per insegnanti, nei consultori psicopedagogici e nei giardini d'infanzia, a Vienna, Berlino e Monaco di Baviera, consentono ad Adler di verificare sul campo la propria teoria. Questi consultori erano diretti da psicologi personalmente formati da Adler, attraverso un corso specialistico dell'Università di Vienna. Nello stesso periodo fu aperta a Vienna una Scuola, diretta da Oscar Spiel, ispirata ai principi adleriani di pedagogia sperimentale.
Nel 1934, quando la minaccia nazista diviene più incalzante, Alfred Adler decide di trasferirsi con la famiglia negli Stati Uniti, nazione che aveva già conosciuto negli anni precedenti durante il vasto programma di lezioni e di conferenze dirette a diffondere la sua dottrina e che, inoltre, gli aveva offerto la possibilità, nel 1930, di dedicarsi a quell'insegnamento universitario della Psicologia che la natia Vienna gli aveva sempre negato; prima presso la Columbia University e successivamente, nel 1932, presso il Medical College di Long Island, a New York.
Alfred Adler, già sofferente di cuore, è stroncato da una crisi coronarica il 28 maggio 1937, in una via di Aberdeen, in Scozia, dove si era recato per un impegnativo ciclo di conferenze, trasgredendo, come gli era connaturale, il parere dei medici.

## La conoscenza dell'uomo
La Psicologia Individuale Comparata di Adler è una teoria dell'uomo ad orientamento olistico, teleologico e fenomenologico. Essenzialmente pragmatica, ha proposto spunti applicativi in ambiti diversi (psicoterapia, psicologia clinica, medicina psicosomatica, pedagogia, antropologia, sociologia, etc.), e che cerca di fornire modelli di comprensione del comportamento individuale, sociale e di gruppo.
In quanto metodologia finalizzata a cercare di fornire una conoscenza di sé stessi e degli altri, la Menschenkenntnis (conoscenza "pratica" dell'uomo) adleriana propone una griglia interpretativa che utilizza i seguenti criteri:
- ogni essere umano è un tutto unico e indivisibile sia per quanto riguarda il rapporto psiche/corpo, sia per quanto riguarda le varie attività psichiche: la mente, punto di convergenza di passato, presente e futuro, in continuo movimento di trasformazione, non può essere analizzata come un organo definito o separato dal corpo, né si possono esplorare le sue risorse isolatamente, una ad una. Tutti gli elementi della psiche, come gli organi e gli apparati, si organizzano coerentemente con lo scopo cui sono preposti, perciò hanno un senso se interpretati come elementi di un insieme.
- è inconcepibile pensare alla vita senza presupporre il movimento e non si può immaginare il movimento senza ipotizzare un percorso diretto verso una meta. Adler ha costruito l'impianto del suo finalismo causale, rilevando, in accordo con l'empirismo, come tutti gli organismi viventi, in maniera adeguata al loro sviluppo e alla loro evoluzione, sono orientati verso la sopravvivenza: per la realizzazione di questo obiettivo è necessario progettare il futuro. Per l'essere umano, la più complessa fra le forme di vita, lo scopo essenziale dell'esistenza è realizzare un futuro più appagante e più sicuro del presente superando gli ostacoli che si frappongono alla sua affermazione
- il primo periodo della vita dell'uomo, più che per ogni altra specie animale, è caratterizzato da una marcata condizione di insufficienza e di insicurezza e da una prolungata dipendenza dagli adulti che appaiono al bambino come più grandi, più forti e più esperti di lui; il dinamismo incessante da una condizione di inferiorità ad una di maggiore sicurezza e stabilità, è guidato da una tensione costante verso una meta ideale che rimane per l'uomo, prevalentemente, inconscia. Tale tensione, attraverso i meccanismi della compensazione e del superamento, diviene una forza propulsiva che guida la vita del singolo e della specie umana in generale
- ciascuno affronta le difficoltà con un diverso grado di attività: chi tende a dominarle, chi a subirle, chi spera di evitarle, chi demanda la loro soluzione ad altri o alla fortuna. Può accadere che l'uomo sottovaluti le proprie possibilità e debba, per questo, essere incoraggiato a realizzare il proprio processo evolutivo
- nell'uomo sono presenti due istanze costitutive, variamente intrecciate fra loro: la spinta a superare l'inferiorità, der Wille zur Macht o "volontà di potenza", e Gemeinschaftsgefühl o "sentimento sociale", letteralmente senso di comunità, bisogno di appartenere, di compartecipare e di comprendere i propri simili. Il senso di comunità può limitarsi al nucleo familiare o al gruppo di origine, ma può estendersi, in modo diverso per ciascuno, alla nazione, alla comunità umana, alla natura, al cosmo
- ogni persona soddisfa le richieste della volontà di potenza e del sentimento sociale secondo una considerazione di questo tipo: "il mondo è così..., io sono fatto così..., perciò...". Non sono le esperienze del passato in se stesse a forgiare la personalità, ma il modo soggettivo in cui esse vengono considerate, messe in relazione tra loro, memorizzate e usate per raggiungere il superamento di difficoltà supposte o reali. Fra l'azione degli stimoli sulla persona e la risposta di questa agli stimoli, si inserisce il Sé creativo, un'istanza che rende significative le esperienze, le modula e caratterizza, le armonizza con ogni altra acquisizione successiva. Così il Sé creativo definisce lo Stile di vita, l'impronta, unica e inimitabile, che caratterizza ogni individuo e nella quale confluiscono i tratti del comportamento, i pensieri, le idee, le opinioni, le emozioni e i sentimenti, risultanti dal compromesso fra esigenze individuali e istanze sociali
- come organi ed apparati si conformano alla funzione cui sono preposti, così gli uomini si organizzano in modo funzionale al "sistema" sociale di cui fanno parte. Basi motivazionali dell'individuo sono i bisogni e i valori all'interno della relazionalità, qualità primaria della psiche. L'assioma adleriano "non è possibile studiare un essere umano in condizioni di isolamento, ma solo all'interno del suo contesto sociale"[13] indirizza e condiziona tutta la dottrina individual-psicologica della personalità. L'attributo “individuale”, che oggi contraddistingue la Scuola, per non generare malintesi, dovrebbe essere affiancato dalla meno consueta qualifica di “comparata”, che in origine completava la sua definizione, con il giusto intento di esprimere il concetto di una individualità psichica unica e irripetibile parte di una struttura comunitaria formata da altre unità psichiche, come questa uniche e irripetibili e tra loro interagenti.

La teoria adleriana della personalità, con pochi concetti basilari (sentimento di inferiorità, aspirazione alla superiorità, compensazione, sentimento sociale, Sé creativo, ...), permette di tratteggiare lo "stile di vita" di una persona, decifrarne sentimenti ed emozioni, comprenderne il comportamento, la visione di sé e del mondo.

## Il senso della vita
Se la vita è movimento ed il movimento presuppone una direzione verso una meta, allora il senso della vita non può che essere interpretato come un processo volto al superamento di una condizione di inferiorità, limitazione e insicurezza, percepita ogniqualvolta un ostacolo si frappone al raggiungimento dell'obiettivo. Alfred Adler, quindi, sovvertendo la visione scientifica tradizionale che ricerca prevalentemente le cause dei comportamenti, si volge, invece, ad esplorare la mente ideatrice di un piano di vita, solo in parte cosciente, soffermandosi sulle strategie messe in atto per raggiungere il fine ultimo: la condotta umana viene considerata come una proiezione del Sé nel futuro piuttosto che come esito di eventi preesistenti.
"Ci sono tanti significati dati alla vita quanti sono gli esseri umani ... forse ognuno di questi contiene un margine variabile di errore ... qualsiasi significato che sia anche minimamente utilizzabile non può essere definito completamente sbagliato". Ciascuno, in modo originale e creativo, inconsapevolmente, definisce quello che ritiene essere il "suo" senso della vita (fama, danaro, stabilità familiare, ...); ciò che accomuna gli intenti di tutti gli uomini è il "successo", cioè il superamento del sentimento d'inferiorità (qualsiasi senso abbia l'inferiorità).
L'aspirazione alla superiorità è la “gara”, che l'individuo indice con se stesso per elevarsi verso la perfezione, riferimento ideale verso cui si tende, ma che è umanamente irraggiungibile. Dietro ogni attività umana c'è una forza fondamentale di base, una spinta da una situazione di minus a una situazione di plus, da un sentimento d'inferiorità a uno di superiorità, perfezione, completezza. Nel movimento ascensionale dal basso verso l'alto, assume un'estrema importanza il “pensiero antitetico”, quel tipo di percezione basato sugli opposti (alto/basso, forte/debole, maschile/femminile, ...) che segna i limiti del percorso.
Per rendere comprensibile il processo evolutivo occorre, però, fornire dei punti di riferimento e tracciare delle coordinate che consentano di rappresentarlo in modo concreto ed operativo; questi punti di riferimento vengono rappresentati da Adler nei cosiddetti tre "compiti vitali": la famiglia, il lavoro, le relazioni sociali.
La famiglia è il primo nucleo sociale in cui la persona si confronta con altri soggetti diversi da sé. Compito della famiglia è preparare il bambino alla vita sociale; il ruolo centrale è affidato alla madre, o alla figura che la rappresenta, che ha il duplice incarico di educare il bambino alla cooperazione ed avviarlo alla socialità insegnandogli ad interagire col padre e con i fratelli. Al padre, o a chi per lui, spetta l'impegno di formarlo circa i tre compiti vitali trasmettendogli l'amore per il lavoro, per la famiglia ed il rispetto per la madre, per i fratelli e per gli amici.
Nell'interazione con i fratelli e con i coetanei, il bambino apprende le regole del gioco della vita fatto di momenti di dominio, che si alternano a momenti di sottomissione, e collaborazioni più o meno facili da realizzare; ciascuno, poi, a seconda dell'ordine di nascita, sperimenterà il rispetto per i fratelli maggiori, la disponibilità con i più piccoli, la tolleranza nei confronti di coloro che sono più problematici.
La rete delle relazioni che si strutturano all'interno della famiglia, secondo caratteristiche specifiche per ciascun nucleo, è definita da Adler "costellazione familiare" proprio per sottolineare il carattere di interdipendenza che influenzerà, significativamente, lo stile di vita di ognuno dei suoi membri. All'interno della famiglia si acquisiscono, quindi, regole e principi che, integrati poi dalle esperienze che si andranno ad effettuare nel corso della vita, rappresentano il sistema di valori di ciascun individuo. La capacità di collaborare/cooperare, assimilata in seno alla famiglia di origine, si esplicherà anche nella relazione con l'eventuale nucleo familiare acquisito con il matrimonio o la convivenza.
Il lavoro è per Adler un altro importante ambito in cui si realizza la capacità di cooperare ed è un'occasione per valorizzare le doti di ciascuno; inoltre, la suddivisione del lavoro garantisce, attraverso le specializzazioni, la soddisfazione dei bisogni della comunità. Nella scelta della professione, grande importanza è attribuita all'opera della scuola che deve saper riconoscere le attitudini di ciascuno ed incoraggiarne la realizzazione. Impegno e responsabilità nella professione sono sempre indici di un buon sviluppo psichico e di maturità personale; il lavoro si attesta, così, anche la possibilità di divenire occasione per educare o rieducare soggetti socialmente instabili.
Una vita con buone e ricche relazioni sociali ed affettive è segno di sviluppo armonico della personalità; al contrario, l'isolamento, gli atteggiamenti ipercritici, oppositivi o polemici, denunciano un disturbo nella relazione con il mondo e la realtà. Il sentimento sociale, in quanto parametro per la valutazione della capacità di "percepire" correttamente gli altri, è criterio per misurare anche la "salute" psichica: solo chi sa collaborare, dimostra di possedere un buon giudizio di sé, del mondo e della realtà.
Se lo scopo individuale del vivere è evolvere ed ogni individuo è, per la sua natura sociale, strettamente connesso con le altre individualità, l'evoluzione individuale diviene origine e propulsione per l'evoluzione sociale. D'altra parte, un buon criterio per verificare la validità di un'azione è il suo effetto sulla società: tutto ciò che è socialmente utile è positivo, ciò che conduce vantaggio al singolo, a discapito della collettività, è dannoso proprio perché privo di Gemeinschaftsgefühl (espressione che non trova un corrispettivo esauriente ed univoco nelle altre lingue ma che si può rendere con "senso di comunità").

## Opere
Adler dedicò la maggior parte del tempo all'incontro diretto e colloquiale con le persone trascurando, pertanto, l'attività editoriale: molti dei libri pubblicati a suo nome sono in realtà la trascrizione delle conferenze da lui tenute in giro per il mondo; altre volte, la traduzione in italiano deriva dalla traduzione inglese di testi concepiti originariamente in tedesco. 
Opere principali tradotte in italiano:
- Praxis und Theorie der Individualpsychologie, 1920 (Prassi e teoria della psicologia individuale,  trad. di Vittoria Ascari Astrolabio, Roma, 1947; trad. di M. Cervini, Newton Compton, Roma, 1970; con il titolo La psicologia individuale, Newton Compton, Roma, 1992)
- Über den nervösen Charakter, 1912 (Il temperamento nervoso, trad. di Davide Rossili, Astrolabio, Roma, 1950; trad. di Lia Di Piazza e Mauro Cervini, Newton Compton, Roma, 1971; con il titolo Il carattere dei nevrotici: compendio di psicologia individuale e di psicoterapia, Newton Compton, Roma, 2008)
- Heilen und Bilden, 1914 (Guarire ed educare: fondamenti di psicologia individuale per psicoterapeuti e insegnanti (1904-1913),  a cura di Egidio Ernesto Marasco, Newton Compton, Roma, 2007)
- Menschenkenntnis, 1927 (Conoscenza dell'uomo, trad. di Gerardo Fraccari, Mondadori, Milano, 1954; con il titolo La conoscenza dell'uomo nella psicologia individuale, trad. di Francesco Parenti, Newton Compton, Roma, 1994)
- Die Seele des schwererziehbaren Kindes, 1930 (ll bambino difficile, trad. di A. Valori Piperno, Casini, Roma, 1968;  Psicologia del bambino difficile, Newton Compton, Roma, 1973)
- Psicologia individuale e conoscenza dell'uomo, Newton Compton, Roma, 1975 successivamente pubblicato con il titolo La Conoscenza dell'Uomo;
- The education of children, 1930 (Psicologia dell'educazione, Newton Compton, Roma, 1975
- What life should mean to you, 1962 (Cos'è la psicologia individuale, Newton Compton, Roma, 1976; con il titolo Cosa la vita dovrebbe significare per voi, Newton Compton, Roma, 1994)
- Individualpsychologie in der Schule, 1929 (La psicologia individuale nella scuola, Newton Compton, Roma, 1979)
- Der Sinn des Lebens, 1933 (Il senso della vita, a cura di Francesco Parenti, De Agostini, Novara, 1990; Newton Compton, Roma, 1997)
- Das Problem der Homosexualität (Psicologia dell'omosessualità, TEN, Roma, 1994)
- Il senso della vita, Newton, Roma, 1997
- La cooperazione tra i sessi, Edizioni Universitarie Romane, Roma 2001
- Die Technik der Individualpsychologie, 1928-30 (La tecnica della psicologia individuale. Lezioni per insegnanti, a cura di Egidio Ernesto Marasco, Newton Compton, Roma, 2005)
- Aspirazione alla superiorità e sentimento comunitario, Edizioni Universitarie Romane, Roma 2008
- Inferiorità e compenso psichico: un contributo alla medicina clinica, Mimesis, Milano-Udine, 2013
- La nevrosi e le sue problematiche: un libro di storie di casi, Edizioni Universitarie Romane, Roma, 2014
- (con Ernst Jahn) Religione e psicologia individuale, Mimesis, Milano-Udine, 2014
- Psicodinamica dell'eros: motivazioni inconsce della rinuncia alla sessualità, Mimesis, Milano-Udine, 2015
- Diagnosi psicodinamica e tecnica analitica (1931-1932), Rubbettino, Soveria Mannelli, 2021